# Tremulant EP
Tremulant (escrito en la portada como Tremulant EP) es el primer EP de la banda de rock progresivo The Mars Volta, cuya fecha de publicación fue el 2 de abril de 2002.

## Lista de canciones
| N.º | Título               | Duración |  |
| 1.  | «Cut That City»      | 5:43     |  |
| 2.  | «Concertina»         | 4:54     |  |
| 3.  | «Eunuch Provocateur» | 8:48     |  |

## Información del EP
"Concertina" es considerado como la pieza central del álbum. Se rumora que es una brutal condena a Ben Rodríguez, antiguo compañero en la banda At the Drive-In, y a quien le cargan la responsabilidad por el suicidio de Julio Venegas.
"Eunuch Provocateur" contiene entre sus letras la frase "De-Loused in the Comatorium" que sería el nombre de su primer álbum de estudio.

## Producción
- Grabado en Long Beach, California de diciembre para octubre del 2001.
- Producido por Alex Newport y The Mars Volta.

## Personal
- Omar Rodríguez-López - Guitarra
- Cedric Bixler-Zavala - Vocalista
- Isaiah Ikey Owens - Teclados
- Jeremy Ward - Manipulación de sonido
- Jon Theodore - Batería
- Eva Gardner - Bajo

- Datos: Q1754263